# Mészcsőférgek

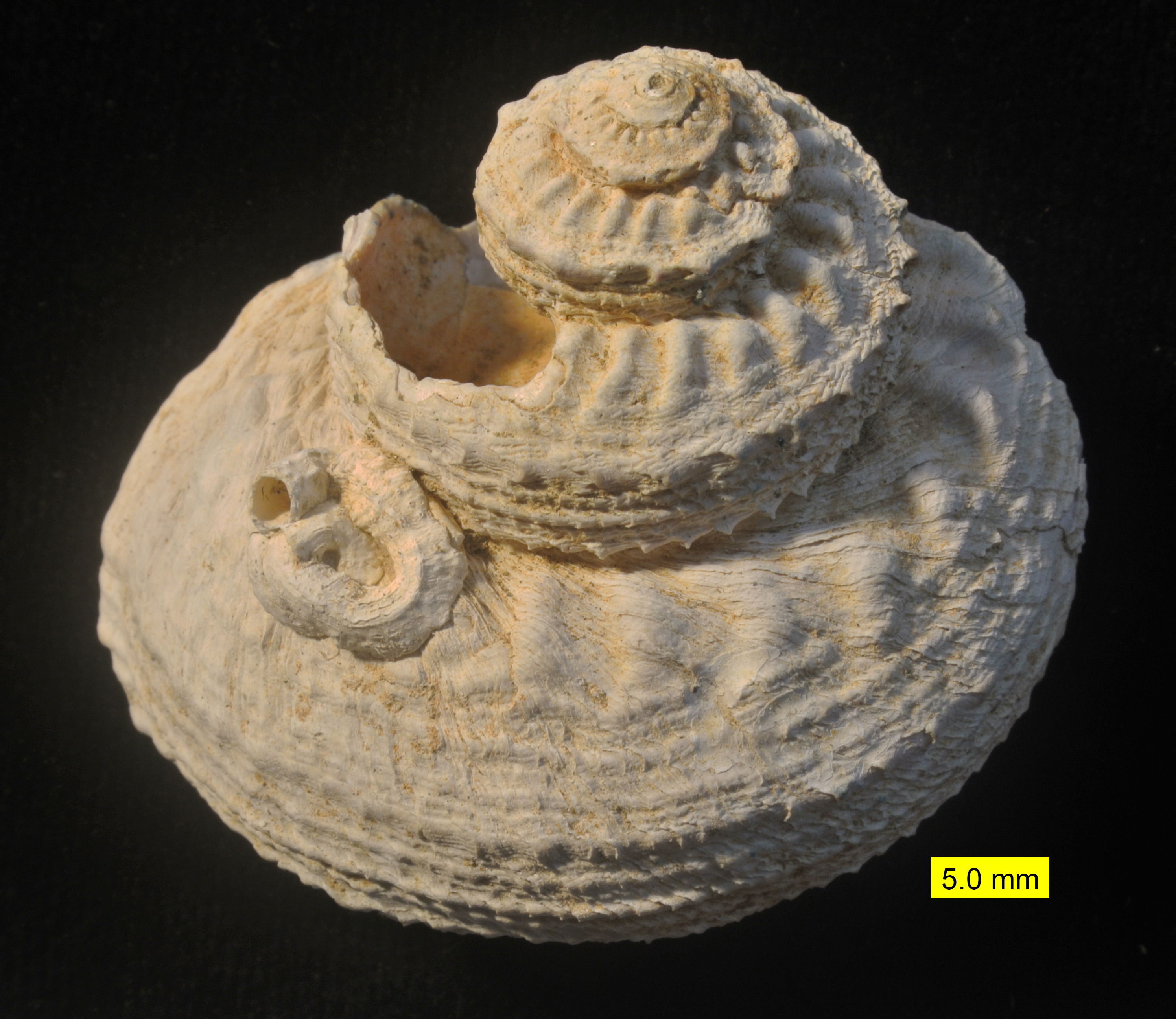
Pliocén korú, csigahéjra nőve megkövesült mészcsőféreg Ciprus szigetéről

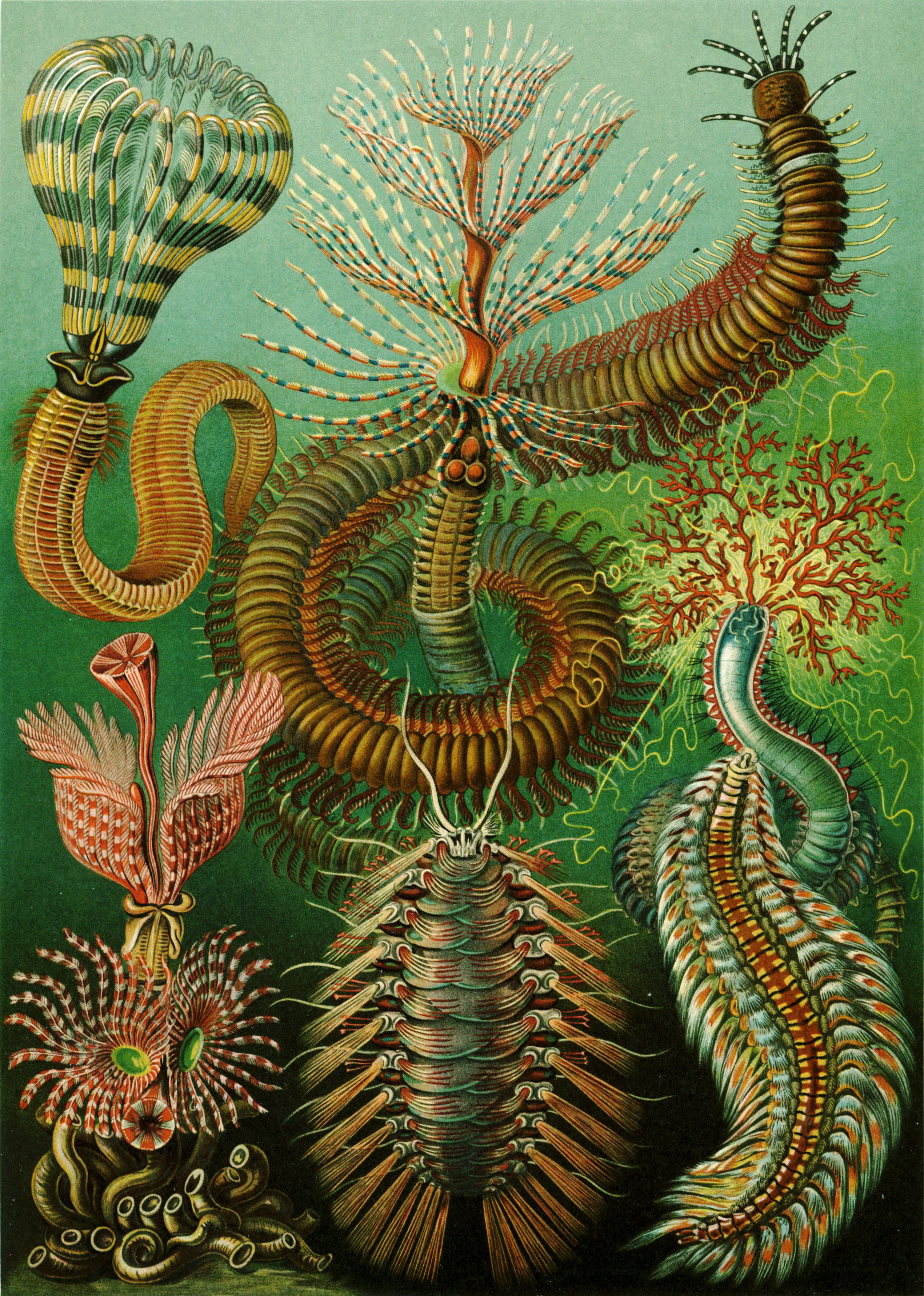
Csőférgek Ernst Haeckel könyvében:
1. Sabella spectabilis (Grube) (=Sabellastarte indica (Savigny, 1822))
2. Serpula contortuplicata (Linné) (=Hydroides norvegicus Gunnerus, 1768)
3. Spirographis spallanzanii (Viviani) (=Sabella spallanzanii (Gmelin, 1791))
4. Terebella emmalina (Quatrefages) (=Pista cretacea (Grube, 1860))
5. Eunice magnifica (Quatrefages) (=Eunice magnifica Grube, 1866)
6. Hermione hystricella (Quatrefages) (=Hermione hystricella Milne-Edwards in Cuvier, 1836)
7. Cloëia euglochis (Ehlers) (=Chloeia viridis Schmarda, 1861)

A mészcsőférgek (Serpulidae) a soksertéjűek (Polychaeta) osztályában a csőférgek (Canalipalpata) rendjének egyik családja.

## Elterjedésük
Kozmopoliták; a trópusoktól a sarkvidékekig minden szélességen előfordulnak.

## Megjelenésük
Fő jellemzőjük a szilárd mészcsőváz, amelybe az állat bármikor visszahúzódhat — magyar nevüket is erről kapták. A legnagyobbak a Protula nem fajai. Mintegy húsz, külsőre igen hasonlatos faj csövei postakürtszerűen csavartak — átmérőjük mindössze 2–3 mm.

## Életmódjuk
A tengerekben, többnyire 20 m-nél mélyebben élnek. Egyes fajok váltivarúak, mások hímnősök.

## Rendszertani felosztásuk
A családot hat alcsaládra és további 19, alcsaládba nem sorolt nemre tagolják:
- Ficopomatinae alcsalád 5 nemmel:
  - Ficopomatus
  - Mercierella
  - Mercierellopsis
  - Neopomatus
  - Sphaeropomatus
- Filograninae alcsalád 5 nemmel:
  - Filograna
  - Filogranula
  - Salmacina
  - Salmacinopsis
  - Spirodiscus
- Floriprotinae alcsalád 1 nemmel:
  - Floriprotis
- Protinae alcsalád 1 nemmel:
  - Paraprotis
- Protulinae alcsalád 1 nemmel:
  - Ehlerprotula
- Serpulinae alcsalád 45 nemmel:
  - Apomatus
  - Bathyvermilia
  - Bonhourella
  - Calcareopomatus
  - Chitinopoma
  - Chitinopomoides
  - Conopomatus
  - Crosslandiella
  - Crucigera
  - Dasynema
  - Dipomatus
  - Ditrupa
  - Galeolaria
  - Hyalopomatus
  - Hydroides
  - Janita
  - Josephella
  - Marifugia
  - Membranopsis
  - Metavermilia
  - Neovermilia
  - Olga
  - Olgaharmania
  - Omphalopoma
  - Omphalopomopsis
  - Paraserpula
  - Paumotella
  - Placostegus
  - Pomatoceros
  - Pomatoleios
  - Pomatostegus
  - Protis
  - Protula
  - Pseudochitinopoma
  - Pseudopomatoceros
  - Pseudoserpula
  - Pseudovermilia
  - Rhodopsis
  - Schizocraspedon
  - Sclerostyla
  - Serpula
  - Spirobranchus
  - Subprotula
  - Temporaria
  - Vermiliopsis

Alcsaládba nem sorolt nemek:
- Amphiserpula
- Apomatolos
- Bathyditrupa
- Crinoserpula
- Filogranella
- Laminatubus
- Microprotula
- Nidificaria
- Orthoconorca
- Paraprotula
- Philippiprotula
- Piratesa
- Pixellgrana
- Protectoconorca
- Protohydroides
- Protoserpula
- Semiserpula
- Siliquaria
- Vitreotubus